# Súng phóng lựu tự động

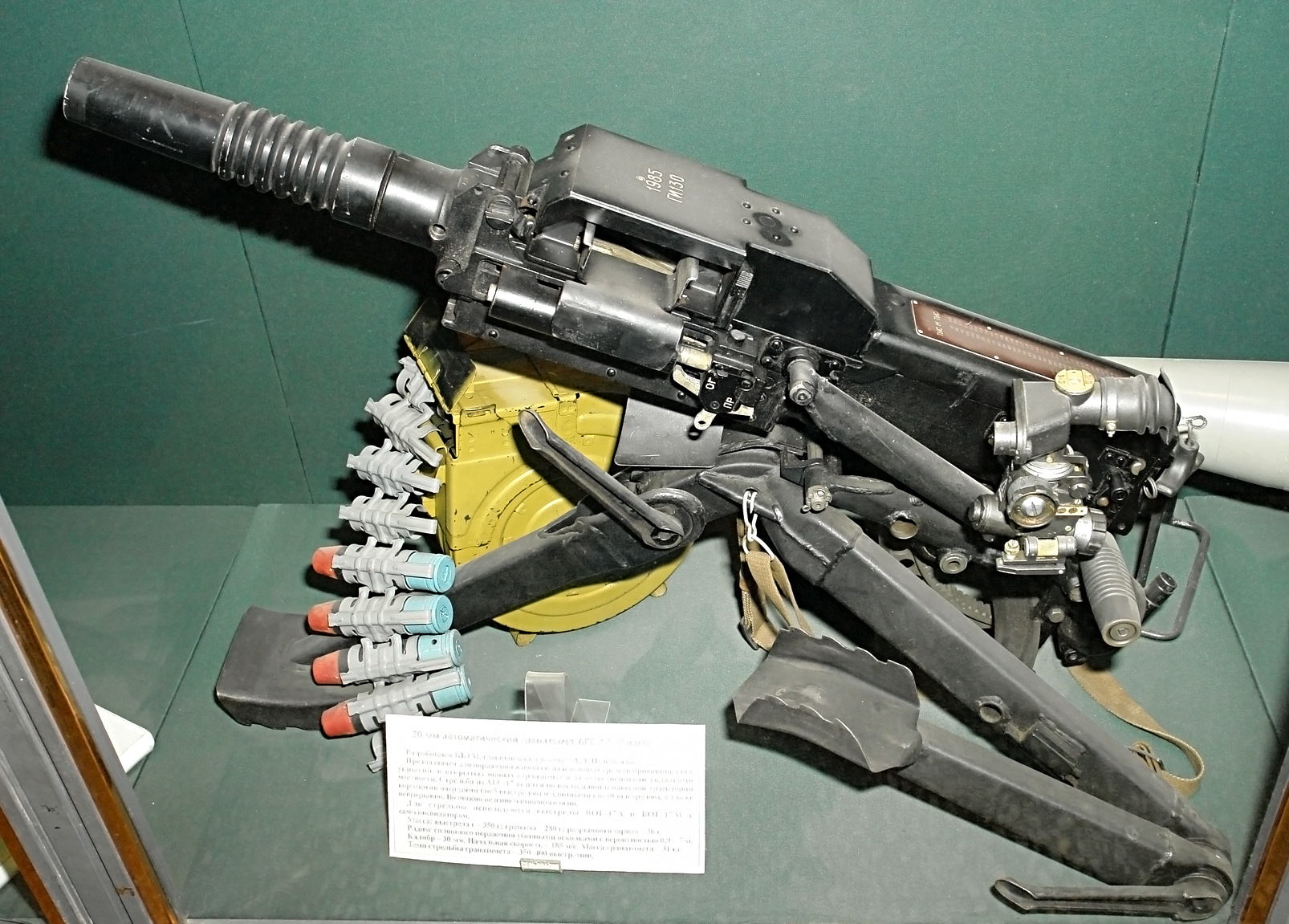
Khẩu AGS-17 của Liên Xô

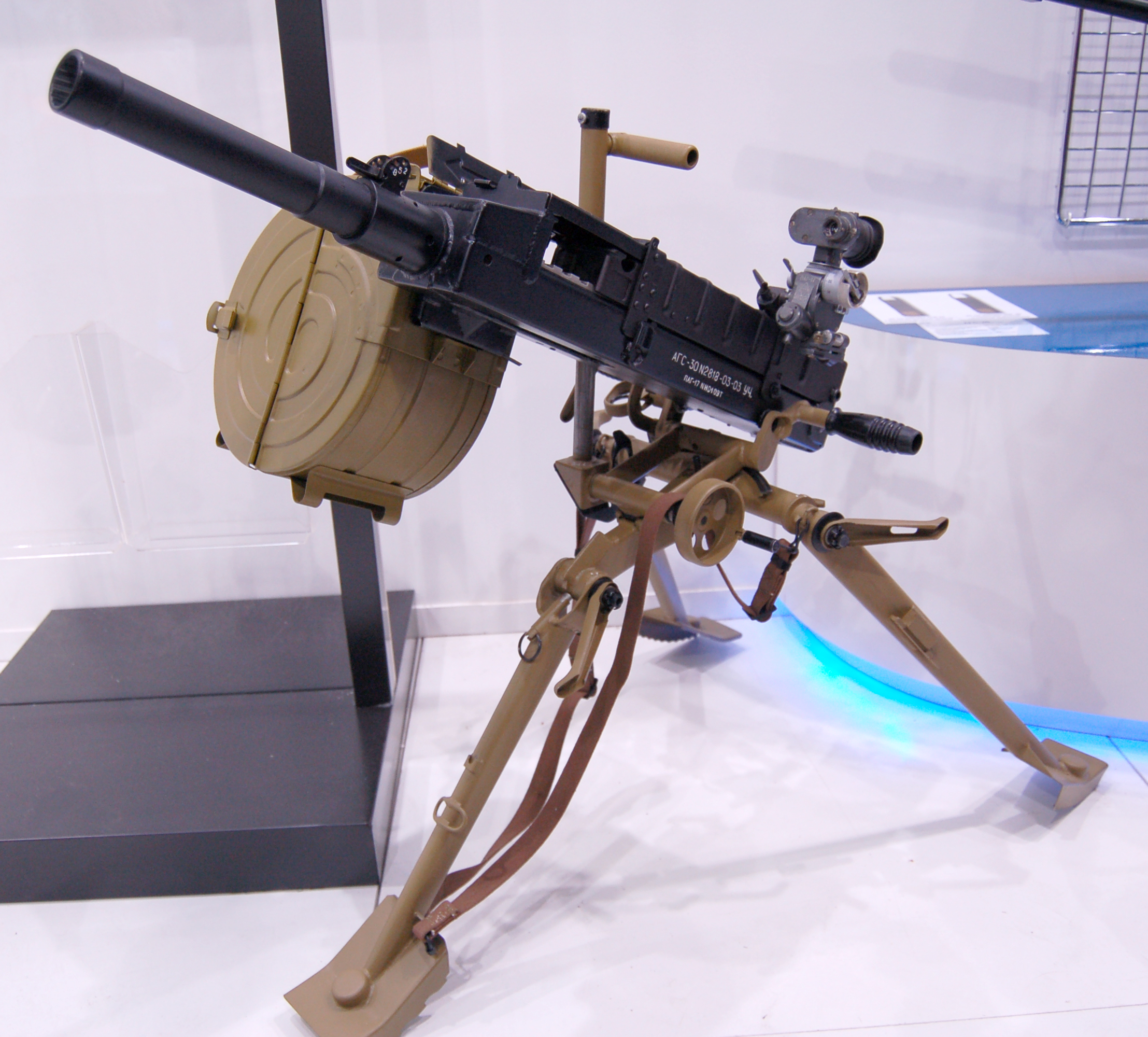
Khẩu AGS-30 của Nga

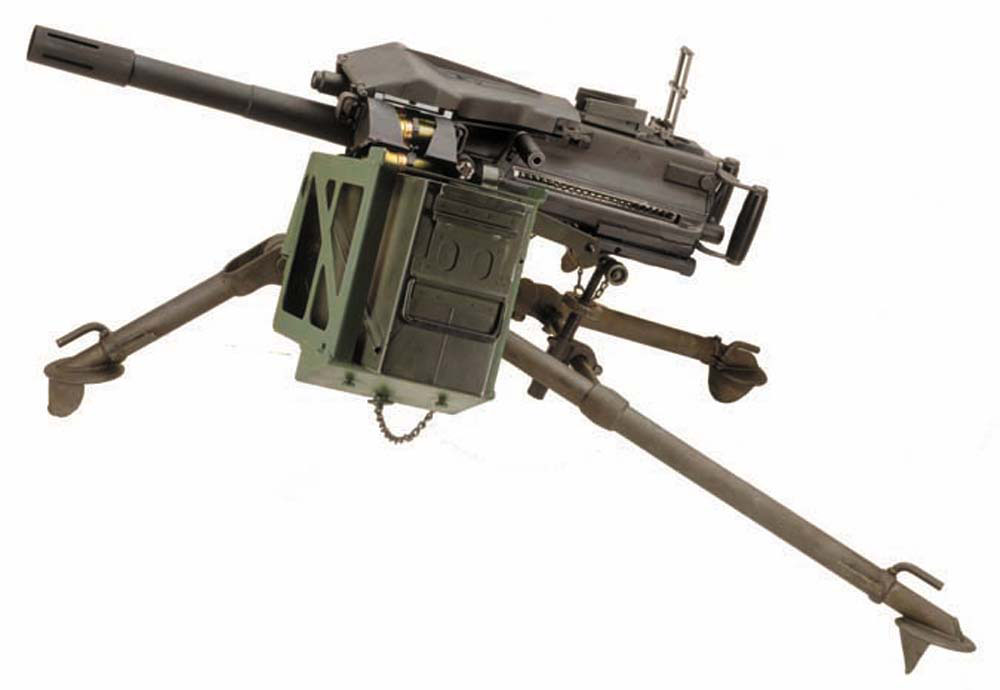
Khẩu MK 19 của Hoa Kỳ

Súng phóng lựu tự động là loại súng phóng lựu có thể phóng liên tiếp các loại đạn nổ với tốc độ nhanh được nạp vào nòng thông qua dây đạn hoặc hộp đạn rời. Loại súng này có thể gắn trên bệ chống ba chân và phóng với sơ tốc cao hơn các loại súng phóng lựu cầm tay khác. Chúng hoạt động như các loại súng sử dụng cỡ đạn lớn nhưng lại có tốc độ bắn, sơ tốc và tầm hoạt động thấp hơn nhiều khi so với các loại súng bình thường khác dùng cỡ đạn tương đương như pháo tự động nhưng nhỏ nhẹ dễ di chuyển hơn. Loại súng này thường được dùng trong vị trí của các loại súng máy hạng nặng như gắn trên các phương tiện cơ giới hay hỗ trợ bộ binh do có hỏa lực và mức sát thương cao rất hiệu quả với việc chống bộ binh.

## Lịch sử
Liên Xô đã phát triển loại súng phóng lựu tự động AG-2 từ khoảng năm 1935 đến 1938 và từng mang ra thử nghiệm trong chiến tranh thế giới lần thứ hai. Có khá nhiều mẫu thiết kế nhưng hầu hết sử dụng loại đạn 40,8 mm nổ mảnh với hộp đạn rời, có thể chọn chế độ bắn và thiết kế bởi Taubin. Các loại súng này được thiết kế nhỏ nhẹ nhằm để thay thế loại súng cối 50 mm giúp việc di chuyển trở nên dễ dàng và cơ động cơ. Tuy nhiên loại súng này không bao giờ qua được giai đoạn thử nghiệm vì nhà thiết kế của chúng là Taubin đã bị bắt và tử hình trong cuộc đại thanh trừng năm 1941.
Hoa Kỳ là nước đầu tiên mang loại súng này ra sử dụng trong cuộc chiến tranh Việt Nam giữa những năm 1960 nên thường bị nhầm là nước đầu tiên phát triển loại súng này. Lực lượng hải quân Hoa Kỳ đã thiết kế chúng nhỏ, nhẹ dùng để hỗ trợ bộ binh ở tầm trung với khả năng bắn áp đảo và hiệu quả khi chống lại bộ binh. Loại súng này thường được gắn trên các phương tiện cơ giới, tàu bè hay được mang vác đi.
Tại Liên Xô thì thiết kế các loại súng phóng lựu tự động bị bỏ qua một bên do sự thông dụng của các loại pháo cơ động, nhưng khi chiến tranh Việt Nam xảy ra thì loại vũ khí này đã được xem xét lại để đưa vào phục vụ trong quân đội. Liên Xô đã đưa khẩu súng phóng lựu tự động đầu tiên của mình vào sử dụng năm năm sau Hoa Kỳ, nhưng nó ít linh hoạt hơn mẫu của Hoa Kỳ do có ít loại lựu đạn có thể sử dụng khi đó nhưng nó lại nhẹ hơn nên dễ di chuyển hơn. Từ những năm 1980 đến 1990 thì các nước khác bắt đầu phát triển và chế tạo loại súng này cho riêng mình. Các loại lựu đạn phóng có sơ tốc cao sử dụng trong nước phương Tây khi đó có tiêu chuẩn 40 mm, Liên Xô sử dụng tiêu chuẩn 30 mm, Trung Quốc thì sử dụng tiêu chuẩn 35 mm. Các thiết kế về sau càng cố gắng để đạt tiêu chí là nhỏ nhẹ, cơ động và có thể mang bởi một người.

## Sử dụng và phát triển
Hiện tại thì các súng phóng lựu tự động có hiệu quả chống lại mục tiêu là từ 800 đến 1.500 m với tầm bắn xa nhất là khoảng 2.200 m. Các lựu đạn có thể tiêu diệt mục tiêu trong khoảng cách từ 5 đến 7 m và khoảng cách sát thương khoảng 15 m. Cỡ lựu đạn dao động từ 30 đến 40 mm. Loại súng này thường được gắn trên các phương tiện cơ giới khác nhau hay bệ chống ba chân để triển khai tại các vị trí khác nhau. Chúng có sức bắn áp đảo cũng như khả năng tiêu diệt mục tiêu khá cao trong việc chống bộ binh, các phương tiện cơ giới hay công sự. Ngoài các loại lựu đạn mảnh chống người bình thường thì cũng có các loại lựu đạn khác được thiết kế để xuyên giáp chống lại những mục tiêu như các xe vận tải bọc giáp hay lựu đạn mảnh xuyên giáp để dùng cho các mục tiêu mặc áo giáp chống đạn hạng nặng cũng như các loại khác.
Một số loại lựu đạn đang được phát triển và thiết kế để có thể nổ ngay khi đang bay. Dựa vào hệ thống nhắm, lựu đạn sẽ được kích nổ khi bay đến một vị trí nhất định nào đấy mà không cần phải đâm vào vật cản để kích nổ, việc này được dùng khi mục tiêu ở vị trí không thuận lợi như núp sau một bức tường cao và dày mà lựu đạn bình thường sẽ phải qua qua nó một khoảng khá xa trước khi có thể rơi xuống và phát nổ.